# Silvio di Tolosa
Silvio di Tolosa (... – Tolosa, 400 circa) fu il quarto vescovo di Tolosa ed è venerato come santo dalla Chiesa cattolica.

## Biografia
Le poche notizie sulla sua vita provengono dalla Passio Saturnini, in cui si afferma che intorno al 360 divenne il quarto vescovo di Tolosa, succedendo a sant'Ilario. Negli anni del suo episcopato diede avvio all'edificazione della basilica che doveva custodire le reliquie del primo vescovo Tolosa, san Saturnino, ma la sua morte, sopraggiunta verso il 400, gli impedì di vedere ultimato il luogo di culto.

## Il culto
Le sue reliquie sono venerate in una cappella della Basilica di Saint-Sernin a Tolosa.
La memoria liturgica è il 31 maggio.